# Джей Баки
Джей Кларк Баки (на английски: Jay Clark Buckey) е американски лекар и астронавт на НАСА, участник в един космически полет.

## Образование
Джей Баки завършва колеж в Бруклин, Ню Йорк през 1973 г. През 1977 г. се дипломира като бакалавър по електроинженерство в Университет Корнел, Итака, Ню Йорк. През 1981 г. завършва медицина в същото висше учебно заведение. По-късно става професор по медицина в медицинския университет Дартмут (на английски: Dartmouth Medical School). Има повече от 20 самостоятелни научни разработки в областта на медицината.

## Служба в НАСА
Джей Баки е избран за астронавт от НАСА на 6 август 1990 г., Група SLS-2. Взима участие в един космически полет.

### Полети
| Космически полет на Джей Кларк Баки                              | Космически полет на Джей Кларк Баки | Космически полет на Джей Кларк Баки | Космически полет на Джей Кларк Баки | Космически полет на Джей Кларк Баки | Космически полет на Джей Кларк Баки    | Космически полет на Джей Кларк Баки |
| №                                                                | Дата                                | КК                                  | Емблема на мисията                  | Функции                             | Продължителност                        |                                     |
| ---------------------------------------------------------------- | ----------------------------------- | ----------------------------------- | ----------------------------------- | ----------------------------------- | -------------------------------------- | ----------------------------------- |
| 1                                                                | 17 април 1998                       | „Колумбия“, мисия STS-90            |                                     | Специалист по полезния товар        | 15 денонощия 21 часа 50 минути 58 сек. |                                     |
| Сумарно време в космоса – 15 денонощия 21 часа 50 минути 58 сек. |                                     |                                     |                                     |                                     |                                        |                                     |

## Награди
- Медал на НАСА за участие в космически полет (1998).